# Selaginella speciosa
Selaginella speciosa är en mosslummerväxtart som beskrevs av Addison Brown. Selaginella speciosa ingår i släktet mosslumrar, och familjen mosslummerväxter. Inga underarter finns listade i Catalogue of Life.